# NUS1
NUS1 (англ. NUS1 dehydrodolichyl diphosphate synthase subunit) – білок, який кодується однойменним геном, розташованим у людей на 6-й хромосомі. Довжина поліпептидного ланцюга білка становить 293 амінокислот, а молекулярна маса — 33 224.
| 10         |  | 20         |  | 30         |  | 40         |  | 50         |
| ---------- |  | ---------- |  | ---------- |  | ---------- |  | ---------- |
| MTGLYELVWR |  | VLHALLCLHR |  | TLTSWLRVRF |  | GTWNWIWRRC |  | CRAASAAVLA |
| PLGFTLRKPP |  | AVGRNRRHHR |  | HPRGGSCLAA |  | AHHRMRWRAD |  | GRSLEKLPVH |
| MGLVITEVEQ |  | EPSFSDIASL |  | VVWCMAVGIS |  | YISVYDHQGI |  | FKRNNSRLMD |
| EILKQQQELL |  | GLDCSKYSPE |  | FANSNDKDDQ |  | VLNCHLAVKV |  | LSPEDGKADI |
| VRAAQDFCQL |  | VAQKQKRPTD |  | LDVDTLASLL |  | SSNGCPDPDL |  | VLKFGPVDST |
| LGFLPWHIRL |  | TEIVSLPSHL |  | NISYEDFFSA |  | LRQYAACEQR |  | LGK        |

A: Аланін

C: Цистеїн

D: Аспарагінова кислота

E: Глутамінова кислота

F: Фенілаланін

G: Гліцин

H: Гістидин

I: Ізолейцин

K: Лізин

L: Лейцин

M: Метіонін

N: Аспарагін

P: Пролін

Q: Глутамін

R: Аргінін

S: Серин

T: Треонін

V: Валін

W: Триптофан

Кодований геном білок за функціями належить до трансфераз, рецепторів, білків розвитку. 
Задіяний у таких біологічних процесах, як ангіогенез, диференціація клітин. 
Локалізований у мембрані, ендоплазматичному ретикулумі.